# Frauda cu firme fantomă

Frauda de tip carusel, explicată de statul olandez

Frauda cu firme fantomă implică neplata taxei pe valoare adăugată (TVA) către un guvern de către escroci care exploatează regulile privind TVA-ul. Există mai multe variante ale acestei fraude, dar în general ele implică un comerciant care percepe TVA la vânzarea de bunuri și dispare cu suma colectată, în loc să o plătească autorităților fiscale. Termenul de „firmă fantomă” se referă tocmai la faptul că acesta a „dispărut” cu TVA-ul colectat.
Cea mai comună fraudă cu firme fantomă este frauda carusel. În această schemă, bunurile și TVA-ul sunt „plimbate” între mai multe companii și jurisdicții, într-un circuit care se repetă, asemenea unui carusel.

## Regulile privind TVA-ul
Funcționarea obișnuită a sistemului de TVA este următoarea: o firmă care cumpără și vinde bunuri percepe TVA celor cărora le vinde (taxă colectată) și i se percepe TVA de către cei de la care cumpără (taxă deductibilă). Ea poate recupera TVA-ul pe care îl plătește (în anumite condiții) și virează statului diferența netă dintre TVA-ul colectat și cel plătit. În acest fel, firma acționează ca un colector de taxe în numele guvernului.
În Uniunea Europeană, statele membre aplică cote diferite de TVA ca formă de impozitare indirectă. Toate exporturile de bunuri în cadrul UE sunt însă scutite de taxe. Cu alte cuvinte, o firmă nu percepe TVA la vânzarea de bunuri către cumpărători din alt stat membru. Aceasta creează situația în care exportatorul poate solicita rambursarea TVA-ului de la stat (pentru că a plătit TVA la achiziție), dar nu are nicio obligație de plată, deoarece vânzarea este scutită de TVA.
Deși frauda cu firme fantomă este cel mai frecvent întâlnită în UE, aceasta apare și în alte jurisdicții care au o taxă pe valoare adăugată, cum ar fi Singapore.

## Funcționarea fraudei

### Frauda în achiziții
Cea mai simplă formă de fraudă a comerciantului dispărut presupune ca un operator economic (Compania A) să importe produse care sunt scutite de TVA în statul de origine. După import, Compania A revinde respectivele produse către o altă companie (Compania B), aplicând un preț care include TVA, dar reține suma colectată fără a o vira bugetului de stat, devenind astfel o „firmă fantomă”. Cumpărătorul, Compania B, care a achitat TVA-ul către A, solicită rambursarea acestuia de la autoritatea fiscală prin declarația de TVA. Ulterior, Compania B revinde produsele Companiei C, care la rândul său deduce TVA-ul achitat și colectează TVA de la Compania D. Compania D comercializează produsele către consumatorii finali, deducând TVA-ul achitat către C și declarând TVA-ul colectat din vânzare.
În această situație, fraudatorii au obținut valoarea TVA-ului facturat de Compania A către Compania B. Acest tip de schemă, în care produsele ajung pe piața internă a importatorului, este adesea denumit „fraudă prin achiziție”. Comerciantul care nu își îndeplinește obligațiile fiscale (Compania A în acest exemplu) este numit „comerciant dispărut” sau „comerciant neplătitor”, în timp ce companiile implicate în lanțul tranzacțional (Companiile B, C, D) sunt cunoscute ca „comercianți tampon”. Rolul comercianților tampon este de a distanța comerciantul dispărut de consumatorul final și de a îngreuna identificarea fraudei de către autoritățile fiscale.

### Frauda de tip carusel
Frauda de tip carusel este similară cu frauda prin achiziție, cu diferența că produsele sau serviciile nu ajung la un consumator final. În schimb, ele sunt revândute succesiv de la un comerciant la altul. Reluând exemplul din secțiunea anterioară, să presupunem că în loc să vândă produsele către publicul larg, Compania D le vinde Companiei E, situată într-un alt stat membru al Uniunii Europene. Compania D își deduce TVA-ul achitat către Compania C, dar, întrucât vânzarea către alt stat membru este scutită de TVA, nu declară nicio taxă colectată.
În acest scenariu, Compania D este denumită „intermediar”. Intermediarul poate solicita rambursarea integrală a TVA-ului aferent produselor, întrucât exporturile intracomunitare sunt scutite de taxă. Totuși, deoarece există un comerciant dispărut mai devreme în lanțul tranzacțional, o parte din TVA-ul cerut la rambursare nu a fost de fapt niciodată plătită statului.
Produsele sau serviciile sunt apoi reintroduse în circuit prin alți comercianți din state membre diferite. Procesul descris se reia, uneori implicând alte firme, alteori păstrând una sau mai multe dintre cele deja folosite. Această schemă se poate repeta de mai multe ori, bunurile circulând în cerc, asemenea unui carusel.

### Frauda prin tranzacție contrară
Frauda prin tranzacție contrară este o evoluție mai complexă a fraudei de tip carusel. Escrocii evită detectarea de către autoritățile fiscale prin utilizarea a două circuite comerciale paralele: unul legitim și celălalt fraudulos. TVA-ul colectat de contra-trader dintr-un lanț este concepută pentru a compensa TVA-ul deductibil acumulat din celălalt lanț.
Cele două tipuri de lanțuri de tranzacții sunt:
- Lanțuri cu pierderi de tip TVA, în care contra-traderul cu sediul în Țara A acumulează TVA deductibil pentru achizițiile interne și apoi furnizează bunurile cu cotă zero către clienți din alte state membre sau le exportă în afara UE;
- Lanțuri contrare, în care contra-traderul achiziționează, de obicei, bunuri din alt stat membru și le vinde către comercianți din Țara A, acționând ca un importator și generând o obligație de plată a TVA-ului aferent vânzării.

Lanțurile cu pierderi de TVA duc, de obicei, înapoi la un comerciant neplătitor sau la un alt contra-trader (dublă sau multiplă tranzacție contrară). Lanțurile de contraprestații vor ajunge la un intermediar (precum Compania D din exemplul anterior), care vinde bunurile unor comercianți din alt stat membru și solicită rambursarea TVA-ului care, teoretic, ar fi trebuit achitat în lanțul anterior. Principalul avantaj al introducerii tranzacției contrare este că face mult mai dificilă pentru autoritățile fiscale identificarea legăturii dintre rambursarea de TVA solicitată de intermediar și neplata TVA-ului de către comerciantul dispărut, care acum face parte dintr-un lanț separat de livrare.

### Rolul altor părți
În plus, băncile sunt utilizate pentru a efectua plăți către terți. Aceste bănci obscure sunt numite „platforme” și funcționează pe principiul escrow (cont de garanție). Asta înseamnă că banii sunt încărcați și transferați imediat prin conturile clienților, însă durează o zi până când fondurile ies efectiv din platformă. Cea mai mare astfel de platformă a fost banca offshore First Curaçao International Bank (FCIB), care a fost închisă de autoritățile din Țările de Jos în 2006. Utilizarea platformelor offshore face ca autoritățile să nu poată urmări fluxul de bani decât după ce examinează registrele contabile, iar cum comerciantul dispărut a fugit deja, traseul banilor devine imposibil de reconstruit.

### Exemplu ipotetic
Comerciantul A are sediul în Slovenia, un stat membru al Uniunii Europene. El cumpără un lot de telefoane mobile de la un vânzător din Franța, un alt stat membru al UE. Comerciantul A plătește vânzătorului francez suma de 1.000.000 € pentru produse.
Produsele sunt expediate în Slovenia. Conform regulilor privind TVA din UE, vânzătorul francez nu percepe TVA pentru această livrare intracomunitară. Comerciantul A vinde apoi telefoanele către Comerciantul B, tot în Slovenia, pentru 1.100.000 € plus 20% TVA (220.000 €). Comerciantul B plătește în total 1.320.000 € către Comerciantul A. Apoi, Comerciantul B vinde produsele către Comerciantul C, tot în Slovenia, pentru 1.200.000 € plus 20% TVA (240.000 €), deci un total de 1.440.000 €.
Vânzătorul francez poate fi perfect onest, însă Comercianții A, B și C fac parte dintr-o conspirație de fraudă. În practică, pot exista mai mulți participanți pentru a ascunde mai bine tranzacția inițială.
Comerciantul C vinde apoi telefoanele către o companie germană, care poate fi onestă. Deoarece este o tranzacție intracomunitară, nu se percepe TVA, iar compania germană plătește 1.500.000 €, fără TVA. Până acum, cei trei conspiratori au realizat un profit aparent legitim de 500.000 €, cumpărând telefoanele cu 1.000.000 € și vânzându-le cu 1.500.000 €.
Într-o operațiune onestă, Comerciantul A ar trebui să vireze cei 220.000 € colectați de la Comerciantul B către agenția fiscală din Slovenia. Dar Comerciantul A nu declară suma și nu o plătește. Comerciantul B a plătit 220.000 € TVA către A, dar a colectat 240.000 € TVA de la C, deci virează doar diferența de 20.000 € către autorități. Comerciantul C a plătit 240.000 € TVA către B și nu a perceput TVA la export, deci solicită rambursarea celor 240.000 € de la autoritatea fiscală slovenă.
Comerciantul A dispare fără a vira cei 220.000 € încasate ca TVA. Când ultimul comerciant din lanț recuperează TVA-ul, toți conspiratorii pot dispărea cu suma respectivă. Deoarece suma rambursată nu este direct legată de Comerciantul A, este dificil pentru autoritatea fiscală din Slovenia să urmărească lanțul tranzacțiilor și să justifice refuzul rambursării TVA-ului aferent exportului intracomunitar.
În acest scenariu, Comerciantul A este „comerciantul dispărut”, Comerciantul B este „comerciantul tampon” (buffer), iar Comerciantul C este „intermediarul” (broker). Într-un caz real pot exista numeroși comercianți-tampon, care contribuie la mascarea legăturii dintre rambursarea finală și importatorul inițial, care va dispărea. Întregul lanț de tranzacții se poate desfășura fără ca bunurile să părăsească vreodată Franța până în momentul exportului. Mai mult, aceleași produse pot circula de mai multe ori prin aceiași comercianți-tampon, fiecare „rotație” în carusel generând rambursări de TVA pentru fraudatori.

## Tipuri de produse
Această fraudă se pretează în special la produse mici, dar cu valoare mare, cum ar fi microcipuri, telefoane mobile și procesoare.
În 2002 s-a raportat că foști angajați ai unei companii din Stoke-on-Trent au fost primii care au identificat oportunitatea de a folosi telefoanele mobile în acest tip de fraudă, mulți dintre ei fiind ulterior anchetați de poliția britanică. Pentru a evita depistarea de către autorități, fraudatorii înregistrau firme în scopuri de TVA fără a menționa telefoanele mobile. În unele cazuri, escrocii au fost prinși după ce au pretins că tranzacționează modele de telefoane care nici măcar nu fuseseră lansate pe piață. În 2019 a fost identificată o fraudă de tip firmă fantomă cu telefoane mobile, desfășurată la scară largă din Ungaria.
Ca urmare a eforturilor Uniunii Europene din anii 2000 de a combate frauda legată de echipamente electronice, fraudatorii s-au orientat ulterior către alte categorii de active, precum metale prețioase, energie, certificate de emisii de carbon și servicii de telecomunicații.

## Răspunsul guvernelor
Frauda cu firme fantomă reprezintă o amenințare reală la adresa fondurilor publice. În perioada 2002-2003, costul cumulat estimat al acestor fraude doar pentru Regatul Unit se situa între 2-3 miliarde euro.

### Refuzul dreptului de deducere a TVA-ului
Una dintre opțiunile disponibile pentru guvernele din UE este refuzul dreptului comercianților de a deduce TVA-ul aferent achizițiilor prin aplicarea principiului Kittel, dezvoltat în jurisprudența Curții de Justiție a Uniunii Europene (CJUE). În iulie 2006, CJUE a pronunțat hotărârea în cauzele Axel Kittel & Recolta Recycling SPRL (C-439/04 și C-440/04), stabilind că o persoană impozabilă poate pierde dreptul de deducere a TVA-ului dacă, „ținând cont de factori obiectivi, se constată că știa sau trebuia să știe că, prin achiziția respectivă, participa la o tranzacție legată de o evaziune frauduloasă de TVA”.
În 2020, guvernul din Singapore a propus un proiect legislativ care ar permite autorității fiscale să refuze dreptul de deducere a TVA-ului companiilor care știau sau ar fi trebuit să știe că aprovizionarea făcea parte dintr-un aranjament menit să prejudicieze veniturile publice.

### Mecanisme de taxare inversă
De la 1 iunie 2007, Regatul Unit a introdus modificări privind modalitatea de aplicare a TVA-ului la telefoane mobile și cipuri, pentru a combate frauda din aceste domenii. Mecanismul taxării inverse prevede ca TVA-ul să fie declarat și plătit de cumpărător, nu de vânzător. În 2010, mecanismul a fost extins și la servicii, pentru a combate frauda pe piața certificatelor de emisii de carbon, astfel încât TVA-ul se aplică prin taxare inversă și în tranzacțiile cu aceste certificate.
La 1 august 2012, Comisia Europeană a adoptat o propunere privind un Mecanism de Reacție Rapidă , care permite statelor membre să răspundă mai eficient și mai rapid în fața fraudelor cu TVA.

### Situația actuală
În ciuda acestor măsuri, frauda rămâne o problemă în cadrul UE. La nivelul lunii noiembrie 2018, estimările privind pierderile anuale provocate de acest tip de fraudă variau între 20 și peste 100 de miliarde euro, în funcție de metodologia utilizată.
Frauda comerciantului dispărut rămâne o problemă în comerțul dintre Regatul Unit și Uniunea Europeană după încheierea perioadei de tranziție post-Brexit, întrucât exporturile din Regatul Unit către UE și invers sunt în continuare scutite de TVA.